# Indienne (album)
Albums de Mama Béa
Du côté de chez Léo
(1995)
Indienne est le quatorzième et dernier album de Mama Béa, paru en 1998.

## Historique
Cet album, a été enregistré au studio MGO à Avigon.
Mama Béa a écrit et composé les 12 chansons de l'album.

## Liste des chansons
| No  | Titre                 | Auteur             | Compositeur        | Durée |
| --- | --------------------- | ------------------ | ------------------ | ----- |
| 1.  | Black Rain            | Mama Béa Tekielski | Mama Béa Tekielski | 4:48  |
| 2.  | Petits dieux fragiles | Mama Béa Tekielski | Mama Béa Tekielski | 2:55  |
| 3.  | Nana                  | Mama Béa Tekielski | Mama Béa Tekielski | 3:14  |
| 4.  | Élise                 | Mama Béa Tekielski | Mama Béa Tekielski | 3:10  |
| 5.  | Indienne              | Mama Béa Tekielski | Mama Béa Tekielski | 4:10  |
| 6.  | Dis, maman            | Mama Béa Tekielski | Mama Béa Tekielski | 3:10  |
| 7.  | La Tchatche           | Mama Béa Tekielski | Mama Béa Tekielski | 3:01  |
| 8.  | Y a une rue           | Mama Béa Tekielski | Mama Béa Tekielski | 4:02  |
| 9.  | L'Ambre de Pologne    | Mama Béa Tekielski | Mama Béa Tekielski | 3:53  |
| 10. | Le Voyageur           | Mama Béa Tekielski | Mama Béa Tekielski | 3:21  |
| 11. | Les Gens de Sophoras  | Mama Béa Tekielski | Mama Béa Tekielski | 4:46  |
| 12. | Je vais, je vais      | Mama Béa Tekielski | Mama Béa Tekielski | 3:03  |

## Personnel

### Musiciens
- Mama Béa Tekielski : voix, guitare
- Luc Heller : batterie, percussions sauf
- Alain Notari : batterie sur Petits dieux fragiles et Nana
- Fred Simbolotti : basse sauf Black Rain
- Sébastien Prats : basse sur Black Rain
- Ariel Caudet : basse sur Dis, maman
- Noël Baille : basse sur Le Voyageur et Je vais, je vais
- Sébastien Prats : guitares sur Black Rain, Élise et Les Gens de Sophoras
- Nicolas Vandooren : guitares sur Petits dieux fragiles
- Xavier Richez : guitares sur Nana
- William Zaglio : guitares sur Indienne, Le Voyageur et Je vais, je vais
- Manuel Fernandez : guitares sur Dis, maman
- Gérard Thouret : claviers
- Magali Ferreti : violoncelle sur Petits dieux fragiles
- Marc Gillet : violoncelle sur L'Ambre de Pologne et Les Gens de Sophoras
- Didier Marteau : violon sur Petits dieux fragiles et Les Gens de Sophoras
- René Chave : Shakouatchi chromatique sur Élise

### Autres
- Gérard Thouret : arrangements et prise de son
- Tutu : mixage
- Roger et Boris de La Buissonne : mastering
- Gérard Thouret, Emagic Tutu et Mama Béa : réalisation
- Michel Riefa (Micromedia) : photo
- Laurence Labrousse : maquillage
- Tony Arcas : stylisme
- Jaco : Graphisme